# Larry Middleton
Larry Middelton, né le 20 juillet 1965 à Canton, est un ancien joueur américain de basket-ball.

## Biographie

### Sa carrière de basketteur (19??-2007)
Larry Middleton commence le basket-ball au lycée, à Los Angeles Valley puis rejoint la National Collegiate Athletic Association (NCAA) en jouant pour le compte des Clemson Tigers de l'Université de Clemson où il reste de 1985 à 1988. Par la suite, Larry Middleton vient s'installer en Europe. Il passe tout d'abord par l'Olympiakos du Pirée. Toutefois, c'est en Italie  que le joueur américain se fait un nom. A Trieste, Middleton est tout simplement devenu un joueur reconnu. Il culmine autour des 20 points lors de ses trois premières saisons passées dans le Frioul, y devenant de plus un rebondeur de qualité. En 1992, c'est à Rimini qu'il augmente ses moyennes offensives avec plus de 26 points par match de 1992 à 1994. Lors de la saison 1994-1995, il revient à Trieste et participe à la Coupe Korać. En cours de saison, Middleton part à Cervia où il continue ses bonnes performances individuelles. La saison suivante, Limoges recrute le joueur américain. Il joue une saison complète et affiche 19,4 points, 3,6 rebonds, 3 passes décisives en Pro A. Le Cercle Saint-Pierre est éliminé en phase de poule de la coupe Saporta et s'adjuge la deuxième place du championnat de France. En demi-finale, les cerclistes perdent face à l'ASVEL. Après une saison en France, il décide de retourner en Italie, dans un premier temps à Serapide Pozzuoli (1996-1997) puis à Sienne (1997-2000). Son talent lui vaut en 1999, une sélection au All-Star Game italien et une nomination dans le deuxième meilleur cinq majeur italien. Entre-temps, il est naturalisé italien. En 2000, l'un des grands clubs italien l'embauche dans son équipe. Le Scavolini Pesaro est donc le nouveau club de Middleton. Avec Pesaro, Middleton atteint la finale de la coupe d'Italie et la demi-finale du championnat d'Italie lors de la saison 2000-2001. Enfin en 2002, il signe à Air Avellino. Pendant la saison 2004-2005, Middleton est contrôlé positif au cannabis. Finalement, il retrouve un autre club (2005-2006: Ticino) après ce fiasco. Middleton achève sa carrière à Avellino.

### Sa reconversion (2007-20??)
Sa fidélité à Air Avellino lui permet d'intégrer l'équipe dirigeante.

## Palmarès
- 2000-2001: Finaliste de la Coupe d’Italie avec Pesaro
- 2000-2001: Demi-finaliste du championnat d’Italie avec Pesaro

## All-Star Game
- 1998-1999: Participe au All-Star Game Italien

## Nominations et distinctions
- 1984: Membre de la Mac Donald’s All tournament team
- 1987: Drafté au quatrième tour (38e choix) de la Continental Basketball Association (CBA) par Savannah
- 1999: Membre du second cinq du championnat italien (All-Italian Second Team)